# Талапска острва
Талапска или Залитска острва (рус. Талабские острова; Залитские острова) малени је архипелаг у југоисточном делу акваторије Псковског језера и чине га три острва укупне површине 1,54 км². Архипелаг административно припада Псковском рејону Псковске области и налази се на западу европског дела Руске Федерације, на око 25 километара северозападно од града Пскова.
Архипелаг чине три острва:
- Верхњи (рус. остров Верхний) површине 0,85 км²;
- Талапск (рус. Талабск) површине 0,62 км²;
- Талабенец (рус. Талабенец) површине 0,07 км².

Према подацима са пописа становништва 2010. на острвима су живела 202 становника. Једина насеља на острвима су села Залит и Белово. На острву Талапску налази се православни храм посвећен Светом Николи.